# Domani è un'altra notte
Domani è un'altra notte è il disco d'esordio del cantautore francese Alex Rossi, pubblicato dall'etichetta discografica Kwaidan Records e distribuito dalla !K7 Records il 29 novembre 2019.

## Tracce
1. Il nostro destino – 0:55 (testo: Alex Rossi - musica: Arnaud Pilard)
2. Tutto va bene quando facciamo l'amore – 3:28 (testo: Alex Rossi - musica: Arnaud Pilard, Julien Barthe)
3. Vivere senza te – 3:43 (testo: Alex Rossi - musica: Emmanuel Cortell)
4. Al dente – 3:45 (testo: Alex Rossi, Rosario Ligammari - musica: Romain Guerret)
5. Ho provato di tutto – 3:47 (testo: Alex Rossi - musica: Romain Guerret, Arnaud Pilard)
6. La gente del mio cuore – 3:28 (testo: Alex Rossi - musica: Dominique Pascaud)
7. La lettera uno – 0:31 (testo: Alex Rossi - musica: Arnaud Pilard)
8. Domani è un'altra notte – 4:43 (testo: Alex Rossi, Rosario Ligammari - musica: Romain Guerret)
9. Faccia a faccia – 4:09 (testo: Alex Rossi - musica: Romain Guerret, Arnaud Pilard)
10. La famiglia – 2:27 (testo: Alex Rossi, Emmanuel Cortell - musica: Romain Guerret)
11. La lettera due – 0:41 (testo: Alex Rossi - musica: Arnaud Pilard)
12. L'unica – 2:40 (testo: Alex Rossi, Rosario Ligammari - musica: Julien Barthe, Arnaud Pilard)
13. Il tunnel del Monte Bianco – 3:37 (testo: Alex Rossi, Thomas Maan - musica: Arnaud Pilard, Thomas Maan)
14. L'ultima canzone – 3:35 (testo: Alex Rossi - musica: Romain Guerret)
15. Voir Venise – 3:47 (testo: Alex Rossi, Gaspard Leclerc - musica: Dominique Pascaud)

## Formati
Album (CD/LP/LP Promo)
- 2019 - Domani è un'altra notte (Kwaidan Records)

Singoli (CD Promo)
- 2019 - Tutto va bene quando facciamo l'amore (feat. Jo Wedin) (Kwaidan Records)

Singoli (digitale)
- 2019 - Tutto va bene quando facciamo l'amore (feat. Jo Wedin) (Kwaidan Records)
- 2021 - Faccia a faccia (Play Paul Remix) (Kwaidan Records)
- 2022 - Tutto va bene quando facciamo l'amore (feat. Ken Laszlo) (Kwaidan Records)[7][8][9][10]
- 2022 - Tutto va bene quando facciamo l'amore (Alessio Peck Remix) (Kwaidan Records)[11][12]
- 2023 - Tutto va bene quando facciamo l'amore (FakeFunk Remix) (Kwaidan Records)
- 2023 - Tutto va bene quando facciamo l'amore (Marco Maiole Remix) (Kwaidan Records)

EP (digitale)
- 2019 - Tutto va bene quando facciamo l'amore (Remixes) (Kwaidan Records)[13][14]
- 2019 - Vivere senza te (Kwaidan Records)[15]
- 2020 - Faccia a faccia (Remixes) (Kwaidan Records)

EP (CD promo)
- 2019 - Tutto va bene quando facciamo l'amore (Remixes) (feat. Jo Wedin) (Kwaidan Records)
- 2019 - Vivere senza te (Kwaidan Records)

## Videoclip
- 2019 - Alex Rossi feat. Jo Wedin - Tutto va bene quando facciamo l'amore (regia di Marco Dos Santos)[16]
- 2021 - Alex Rossi - Faccia a faccia (regia di Marco Dos Santos)[17]

## Formazione
- Alex Rossi: voce
- Sylvain Daniel: basso, pianoforte
- Vincent Pedretti: batteria
- Laurent Bardainne: sassofono
- Alex Rossi, Arnaud Pilard, Jean Felzine, Jo Wedin, Renaud Batisse, Romain Guerret e Rosario Ligammari: cori

## Crediti
- Arrangiato e prodotto da Arnaud Pilard e Romain Guerret
- Registrato al Studios Penny Lane e Kwaidan Studio (Parigi, Francia)
- Missato da Julien Galner
- Masterizzato da Sam John al Precise Mastering (Hawick, Regno Unito)
- Artwork di MTPC
- Fotografie di Marco Dos Santos